# Alebroides perplexus
Alebroides perplexus är en insektsart som beskrevs av Irena Dworakowska 1994. Alebroides perplexus ingår i släktet Alebroides och familjen dvärgstritar. Inga underarter finns listade i Catalogue of Life.